# Сува-Река
Сува-Река или Теранда (алб. Suhareka или Theranda; серб. Сува Река) — город в Косове, центр бедного сельскохозяйственного района.

## Административная принадлежность
| Сербская позиция                                                                          | Албанская позиция                                                |
| ----------------------------------------------------------------------------------------- | ---------------------------------------------------------------- |
| входит в Призренский округ (Сербия) автономного края Косово и Метохия, в общину Сува-Река | входит в Призренский округ Республики Косово, в общину Сува-Река |